# 新町川

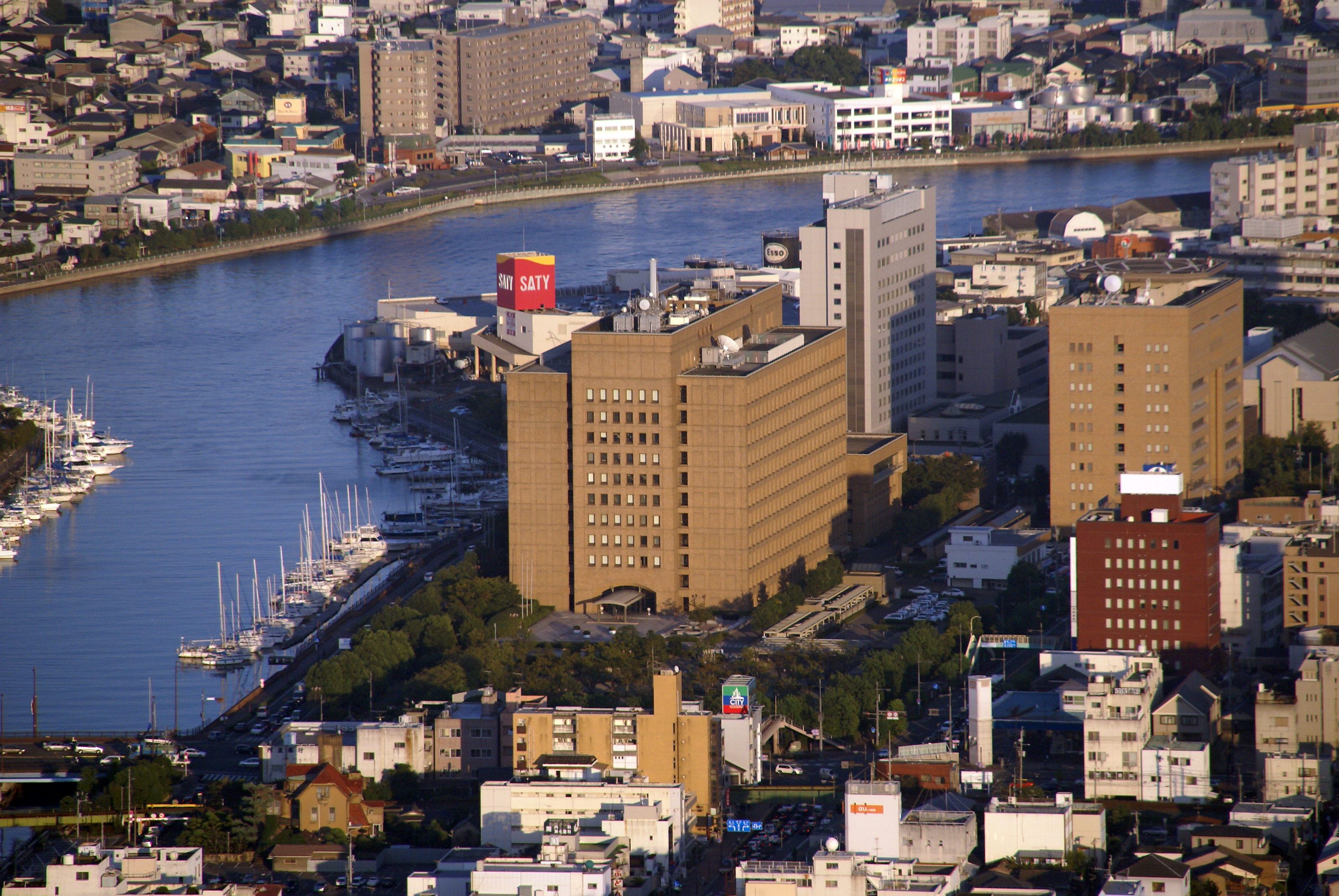
新町川（手前）と助任川の合流点

新町川（しんまちがわ）は、徳島県徳島市の三角州を形成している吉野川水系の一級河川である。支流は助任川、田宮川、佐古川、沖洲川などが流れており、かつては寺島川も支流であったが、現在は廃河川となっている。
特定非営利活動法人「新町川を守る会」が清掃活動や遊覧船の運営などを行っている。

## 歴史
江戸時代の新町川は、当時の徳島藩の経済を支えていた阿波藍を乗せた船が行きかい賑わいを見せていた。
1892年（明治25年）7月23日、台風の接近に伴い高潮が新町川河口から遡上。徳島市内の約8割が浸水、死者311人、全壊家屋2635戸、半壊家屋2559戸、流失家屋644戸などの被害。その後の復旧対策として、浚渫が行われた。
2005年（平成17年）には国土交通省による手づくり郷土賞（地域活動部門）を受賞した。

## 流域

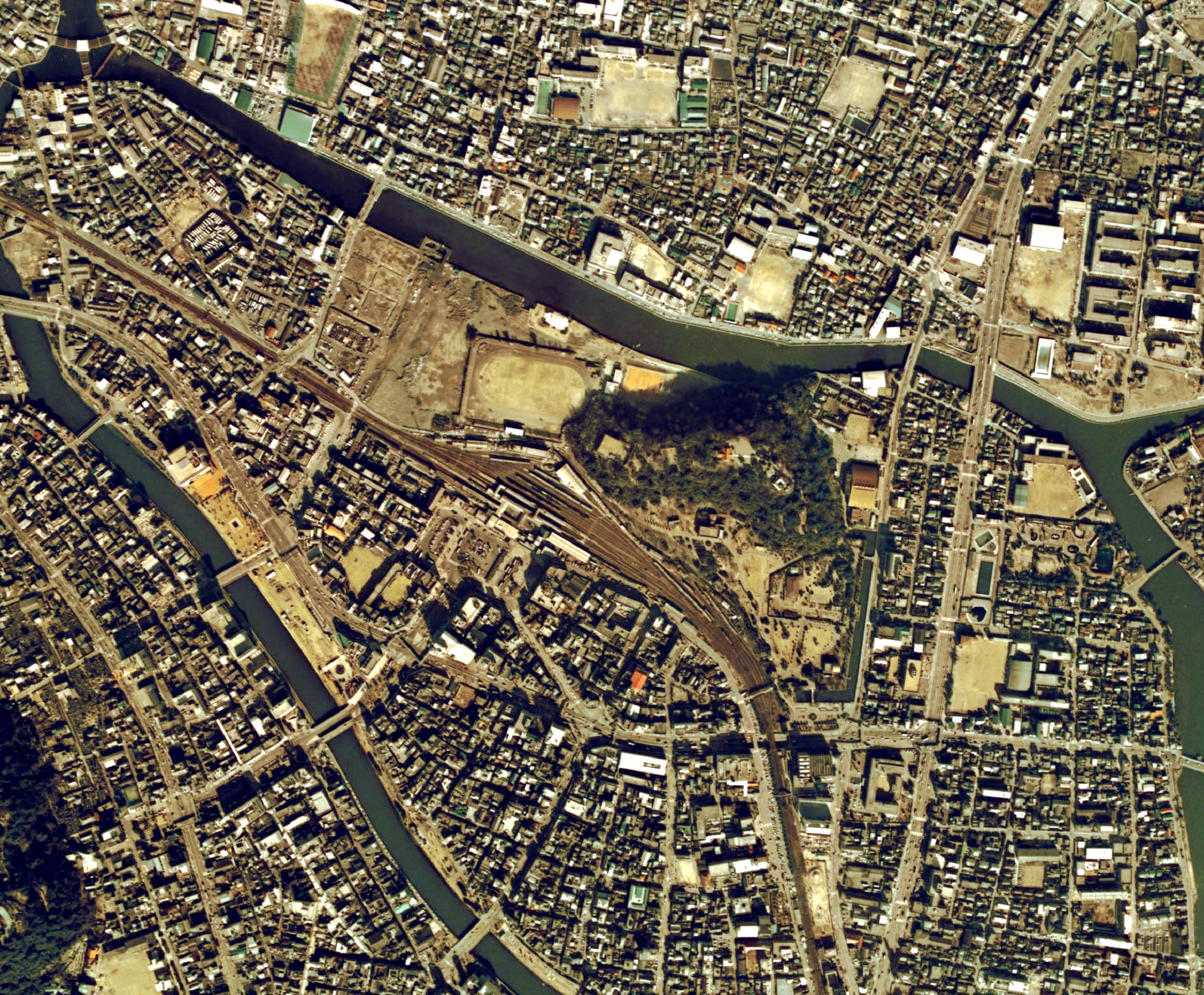
新町川（ひょうたん島[中央の中州]南西側）
（1974年、）

新町川の流域には、徳島県の県都である徳島市の繁華街が広がっている。また観光スポットや多くの祭典が行われている。

## 水質
昭和初期までは、川で夏になると泳ぐ人で賑わうほど水質が良かったが昭和中期になると汚染され悪臭が街にたちこめていた。近年は、昔に比べ水質は向上したがまだ川底には、ヘドロが残っている。

## 支流

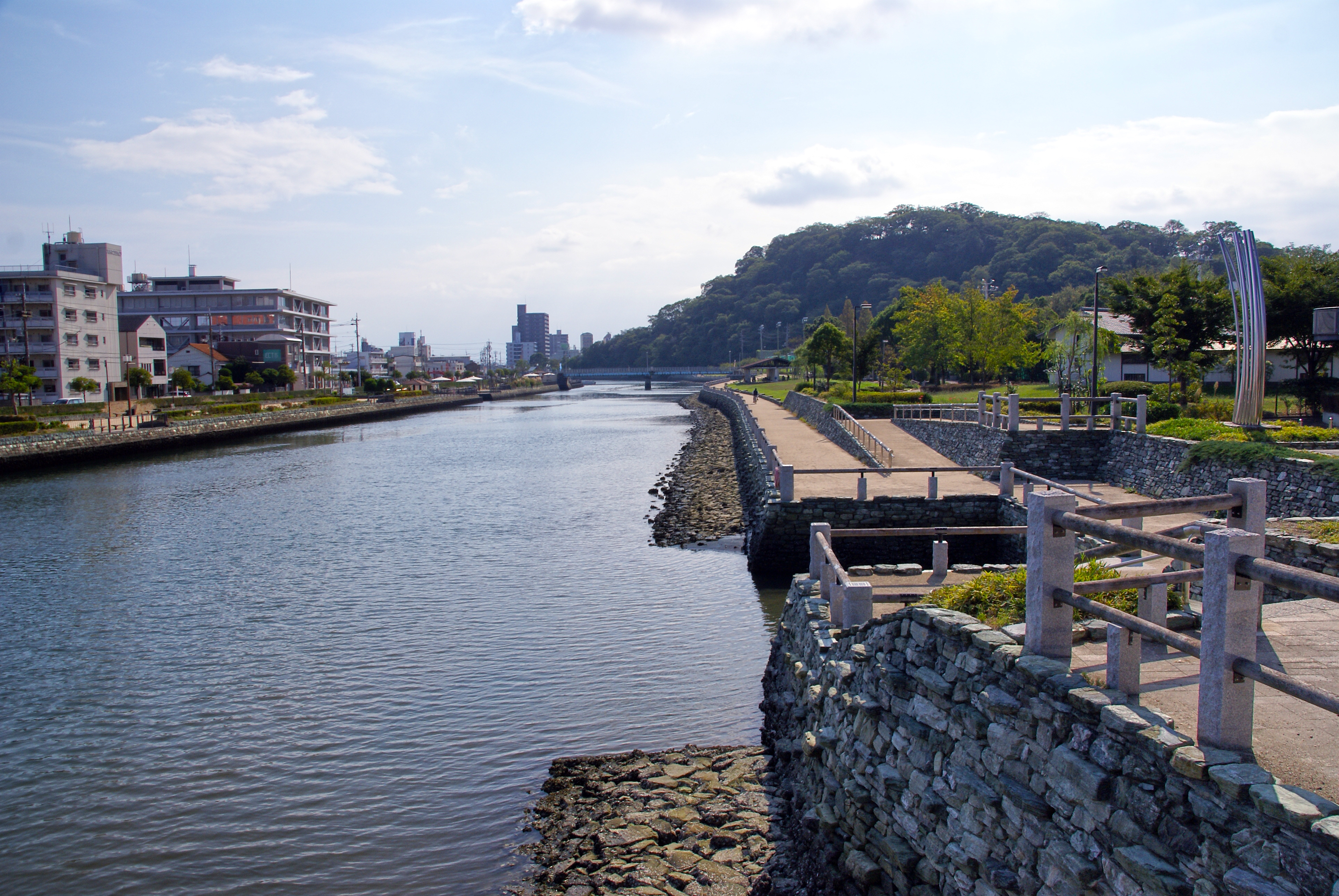
助任川
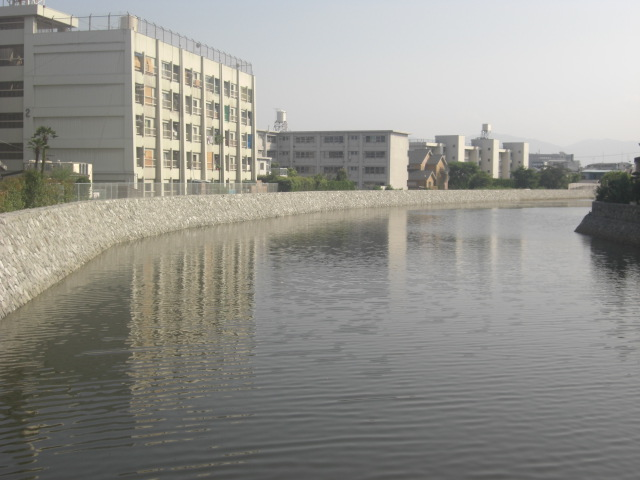
大岡川
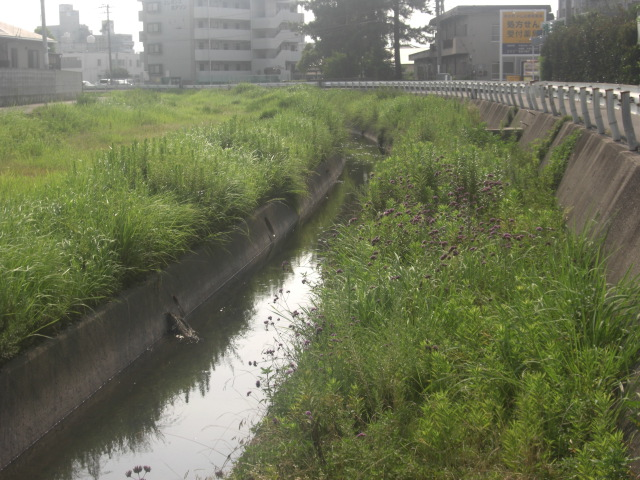
興源寺川
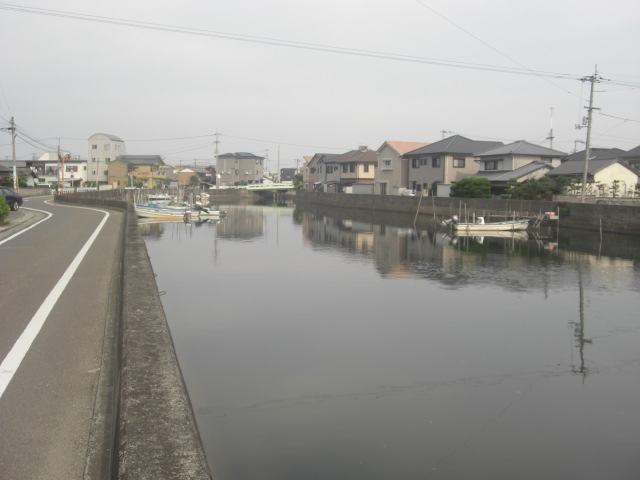
住吉島川
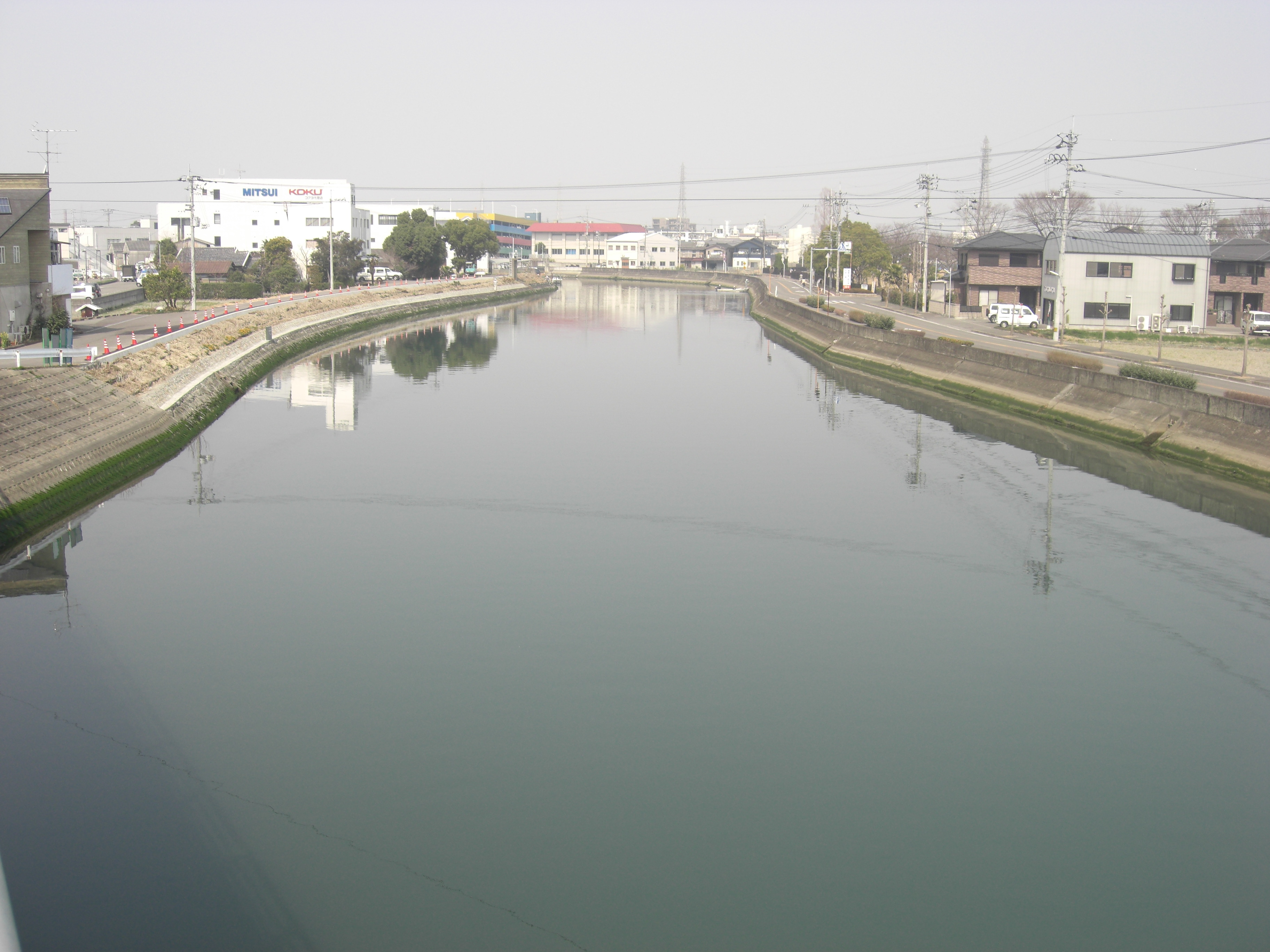
田宮川
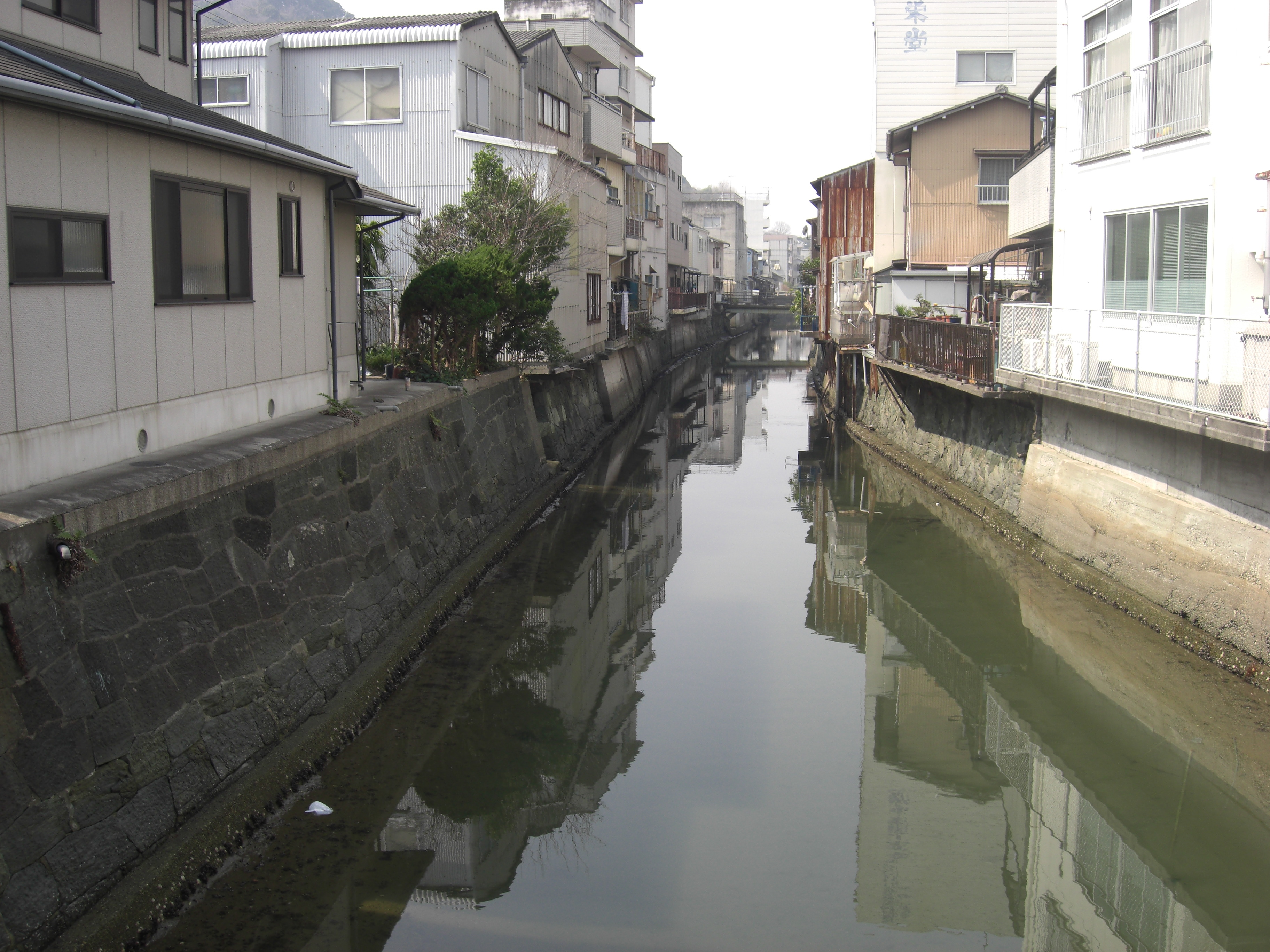
佐古川
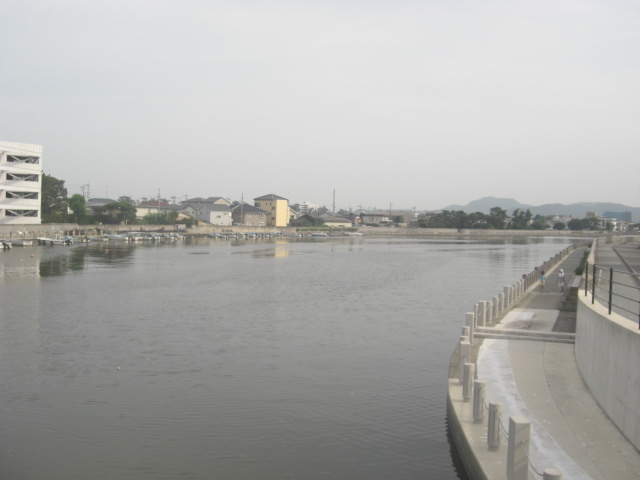
沖洲川

## 流域の施設

### 祭典

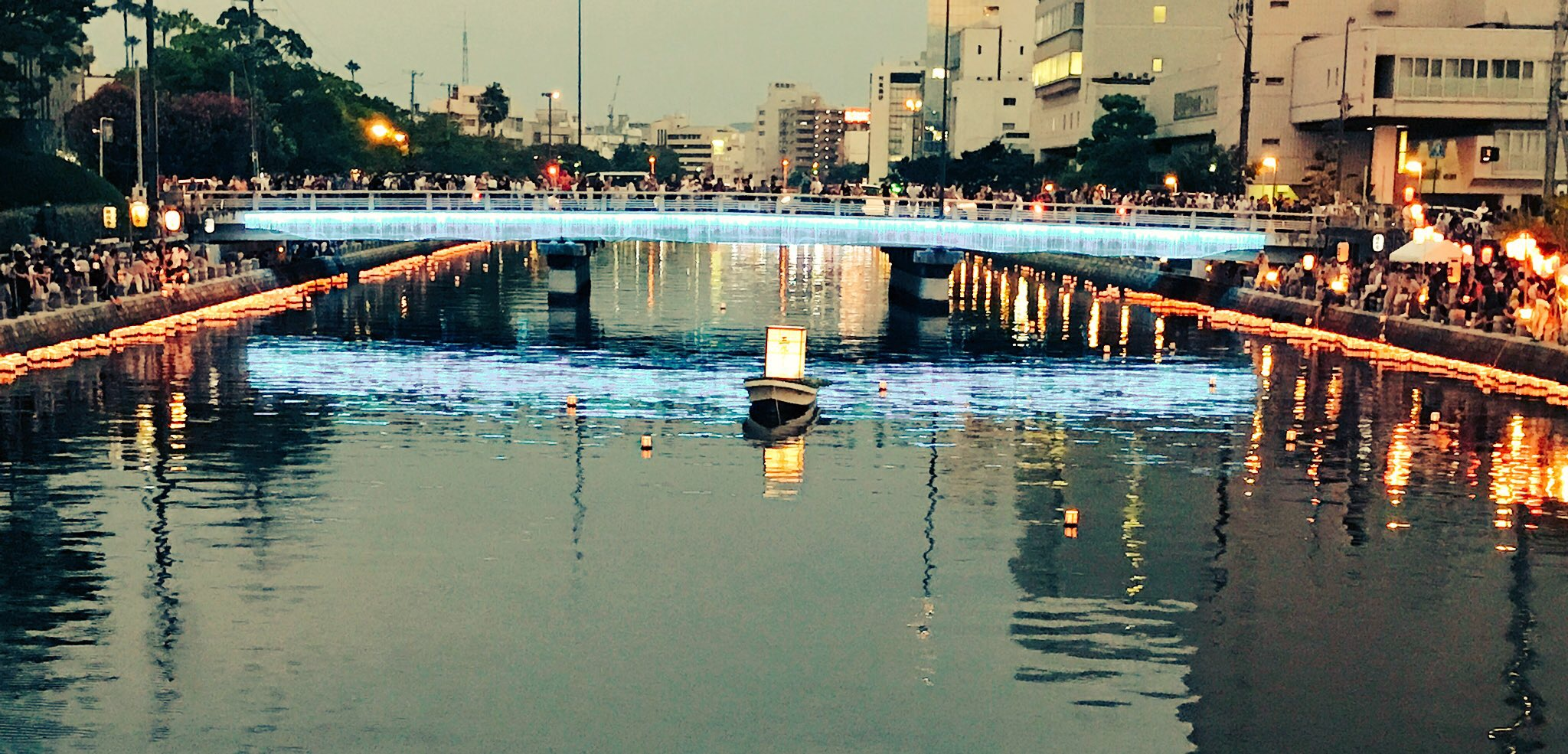
灯籠流し

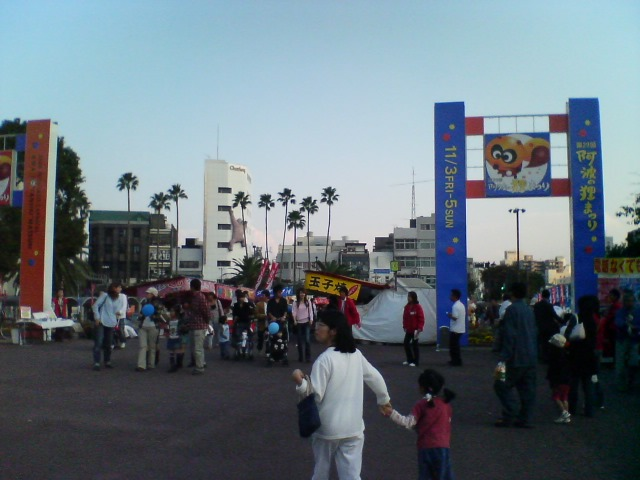
阿波の狸まつり

藍場浜公園や新町川水際公園などの川沿いの公園では様々な祭典が催されている。またクリスマス前後の3日間は新町川から約3千袋のプレゼントを持ったサンタクロースが船でやってくるイベントが毎年行われている。
| 祭典                   | 場所                   | 期間                  |
| ---------------------- | ---------------------- | --------------------- |
| はな・はる・フェスタ   | 藍場浜公園             | 4月下旬の2日又は3日間 |
| 七夕バルーンリリース   | 新町橋東公園           | 7月7日（七夕）        |
| 徳島ひょうたん島水都祭 | 藍場浜公園             | 7月中旬の4日間        |
| 吉野川フェスティバル   | 吉野川橋南詰河川敷広場 | 7月下旬の3日間        |
| 阿波おどり             | 新町川中流部の一帯     | 8月中旬の4日間        |
| 灯籠流し               | 新町川中流部の一帯     | 8月16日               |
| 阿波の狸まつり         | 藍場浜公園             | 11月上旬の3日間       |
| とくしまマルシェ       | しんまちボードウォーク | 毎月最終日曜日        |
| 新町川寒中水泳大会     | 新町川水際公園付近     | 冬季                  |

### 公園
新町川河川沿いにある公園の一覧。
| 公園                        | 場所                   | 備考                                                                                               |
| --------------------------- | ---------------------- | -------------------------------------------------------------------------------------------------- |
| 新町樋門緑地                | 徳島市上助任町蛭子     | 新町樋門のすぐ側に位置する緑地公園                                                                 |
| 蛭子公園                    | 徳島市上助任町蛭子     | 公園内には上助任町コミュニティ会館や新町川浄化ポンプ場がある                                       |
| 吉野公園                    | 徳島市北前川町五丁目   | 住宅地の密集する場所にある公園                                                                     |
| 新町川公園                  | 徳島市南出来島町二丁目 | 公園内には映画「バルトの楽園」でも知られる松江豊寿のモニュメントや仁心橋、あいせん橋が架かっている |
| 藍場浜公園                  | 徳島市藍場町二丁目     | はな・はる・フェスタや阿波の狸まつりなどの祭典の他にも多くの催しが週末に行われている               |
| 新町川水際公園              | 徳島市南内町二丁目     | 公園内にはひょうたん島一周遊覧船乗り場やしんまちボードウォークがある                               |
| 徳島こども交通公園          | 徳島市南内町一丁目     | 子どもや老人向けの自転車の安全走行および技能走行の練習ができる公園施設                             |
| みなと公園 （ケンチョピア） | 徳島市中洲町一丁目     | ケンチョピアとは徳島県庁前を流れる新町川一帯の愛称のこと                                           |

### 観光スポット
徳島藩の城下町として栄えた徳島市の中心部を流れる新町川流域には、多くの歴史的観光地が存在する。
| 名所                   | ジャンル | 備考                                         |
| ---------------------- | -------- | -------------------------------------------- |
| ひょうたん島一周遊覧船 | 遊覧船   | 日本で唯一無料の遊覧船                       |
| 徳島城跡               | 史跡     | 徳島藩初代藩主である蜂須賀家政が建てた城跡   |
| 鷲の門                 | 史跡     | 徳島城の正門として利用されていた             |
| 旧徳島城表御殿庭園     | 庭園     | 日本国指定名勝の庭園                         |
| 徳島城博物館           | 博物館   | 徳島城跡のある徳島中央公園内に位置する博物館 |
| 菘翁美術館             | 美術館   | 貫名菘翁の作品を展示している                 |

### その他
新町川流域全土に位置する施設の一覧。

## 満ち潮水族館
徳島市の中心市街地・新町川の中流に架かる新町橋の下にある遊歩道に設置されている。新町川は海辺に近い河川であるため、潮の満ち引きがあり、満潮時にはガラス張りに整備された遊歩道の高さまで水面が上昇し、新町川に生息する約30種類の魚を観察することができる。
北岸は新町川水際公園・藍場浜公園、南岸はしんまちボードウォークと隣接している。

## 橋梁
上流部より記載。
| 橋         | 道路                   | 備考                                       |
| ---------- | ---------------------- | ------------------------------------------ |
| 蛭子橋     |                        | 東岸部で蛭子公園と隣接                     |
| 吉野橋     | 徳島県道30号徳島鴨島線 | 田宮街道拡張に伴い2005年に改装             |
| 三ツ合橋   |                        | 新町川と助任川の合流地点に位置する         |
| 佐古大橋   | 国道192号              | 新町川公園と隣接                           |
| 仁心橋     |                        | 新町川公園内に架かる橋                     |
| 春日橋     |                        | 藍場浜公園・徳島県郷土文化会館と隣接       |
| 新町橋     | 国道438号              | 南岸部に眉山が、北岸部に城山が一望できる   |
| ふれあい橋 |                        | 新町川水際公園内に架かっている             |
| 両国橋     |                        | 江戸時代に徳島藩と富田藩の境目に架けられた |
| 富田橋     |                        | 富田橋通りの起点                           |
| かちどき橋 | 国道55号               | 交通量の多い国道の主要橋梁                 |
| 末広大橋   | 徳島県道29号徳島環状線 | かつては日本最長の中央支間長を有する斜張橋 |
| 新町川橋   | 徳島南部自動車道       |                                            |

## 画像

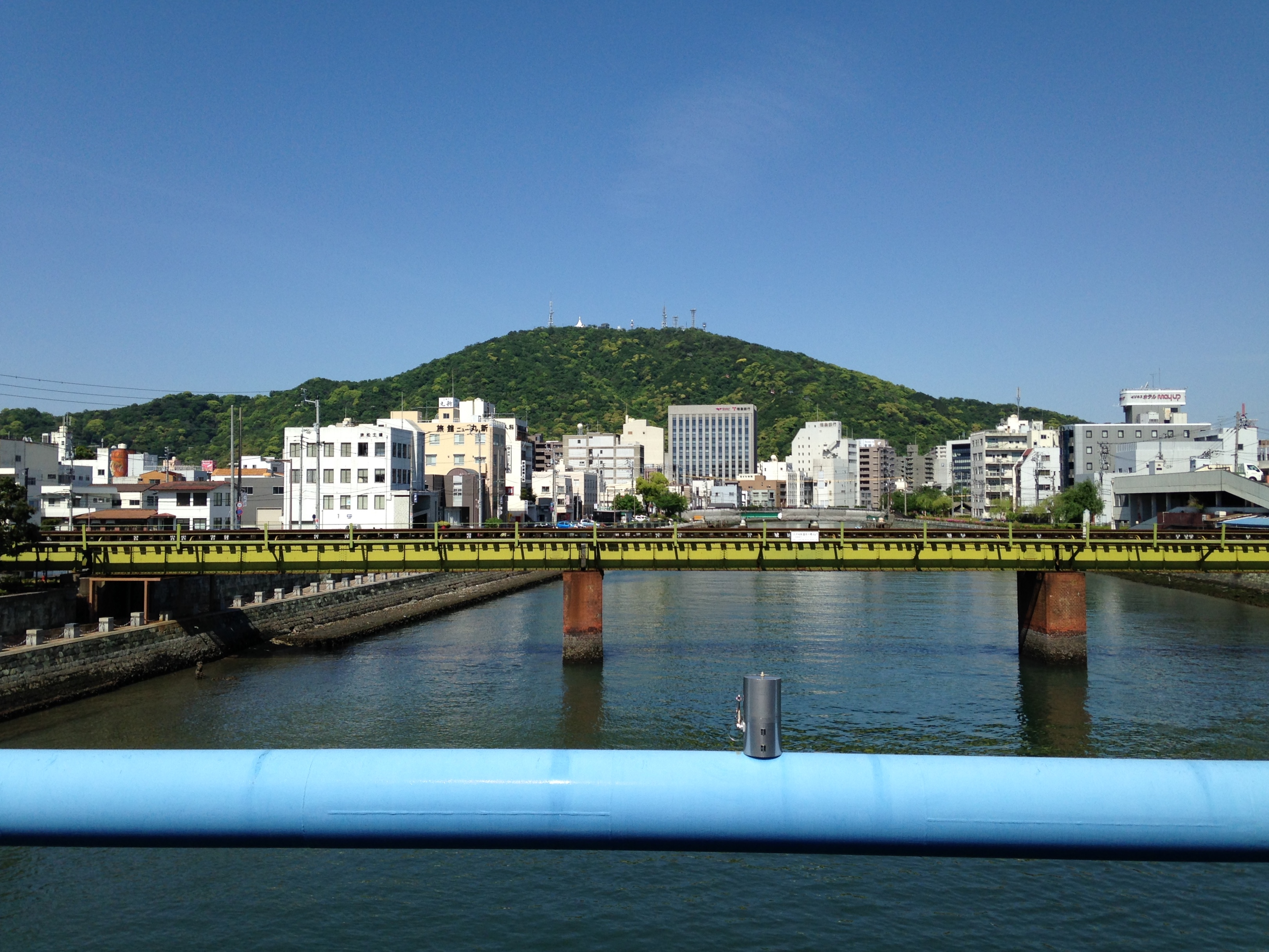
眉山と新町川
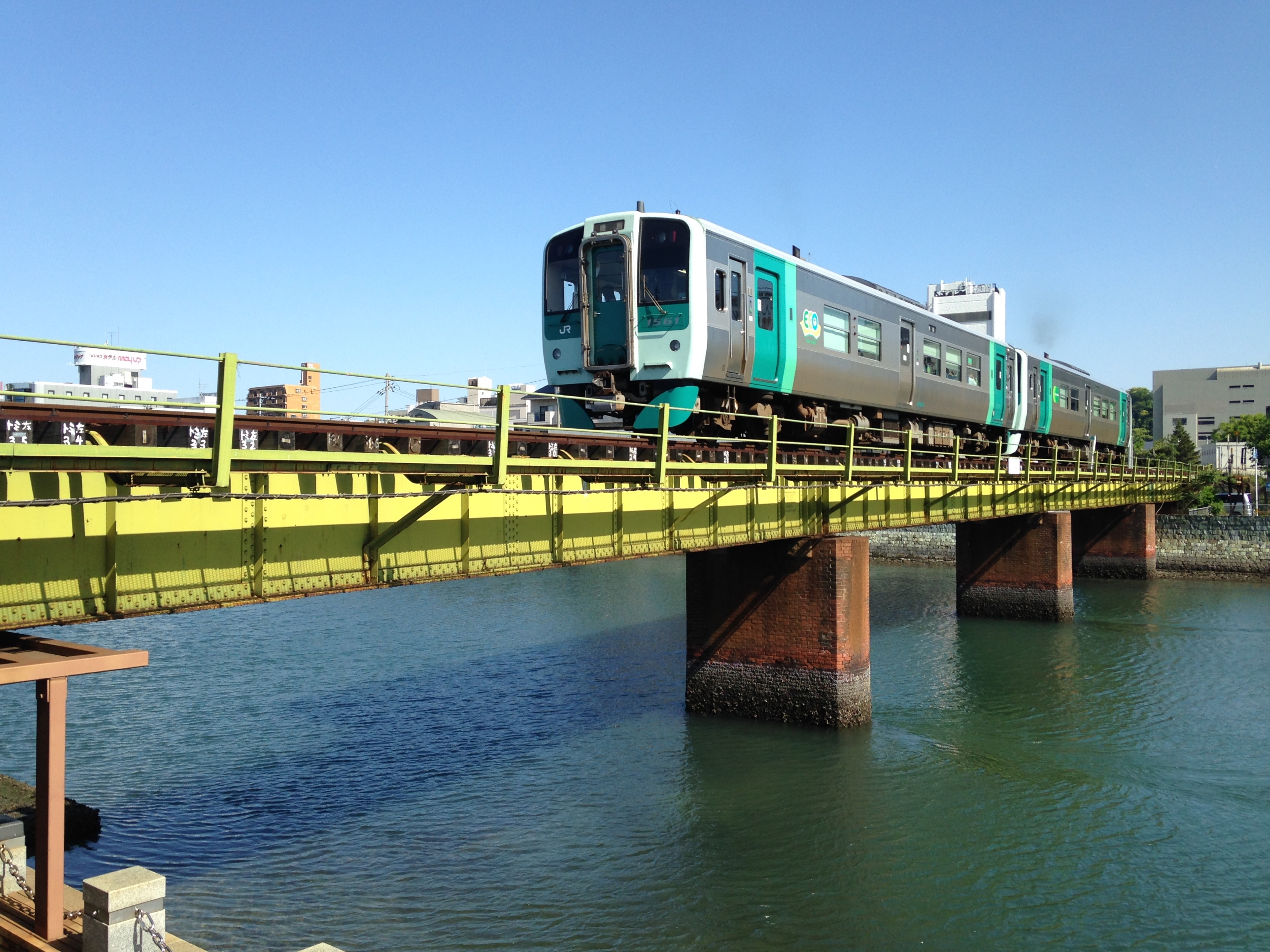
新町川を渡る牟岐線列車
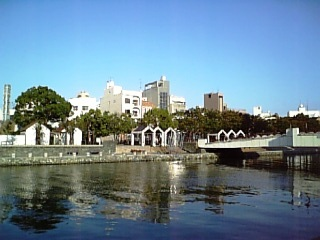
新町川水際公園とふれあい橋
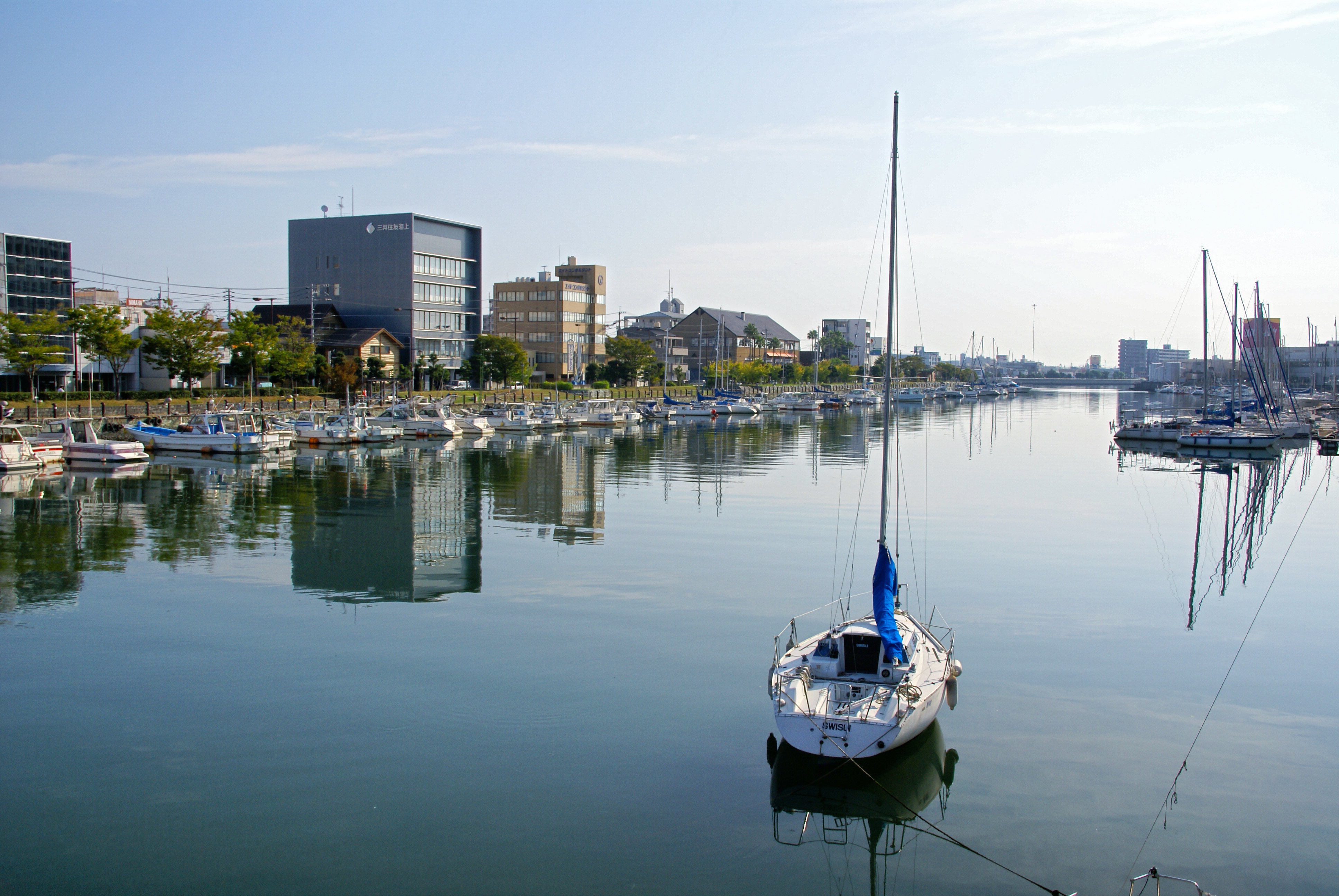
ケンチョピアヨットハーバー
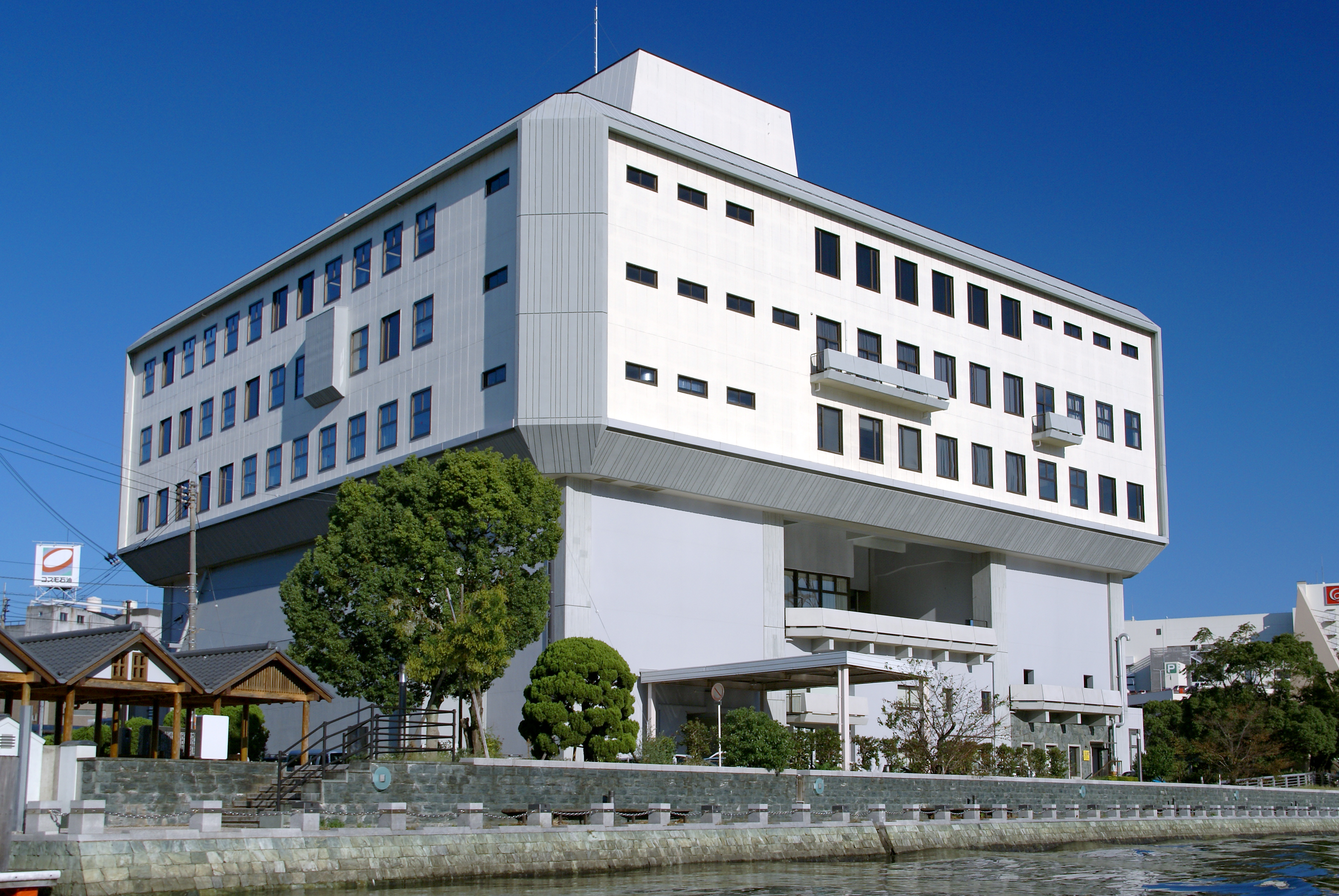
藍場浜公園内にある郷土文化会館
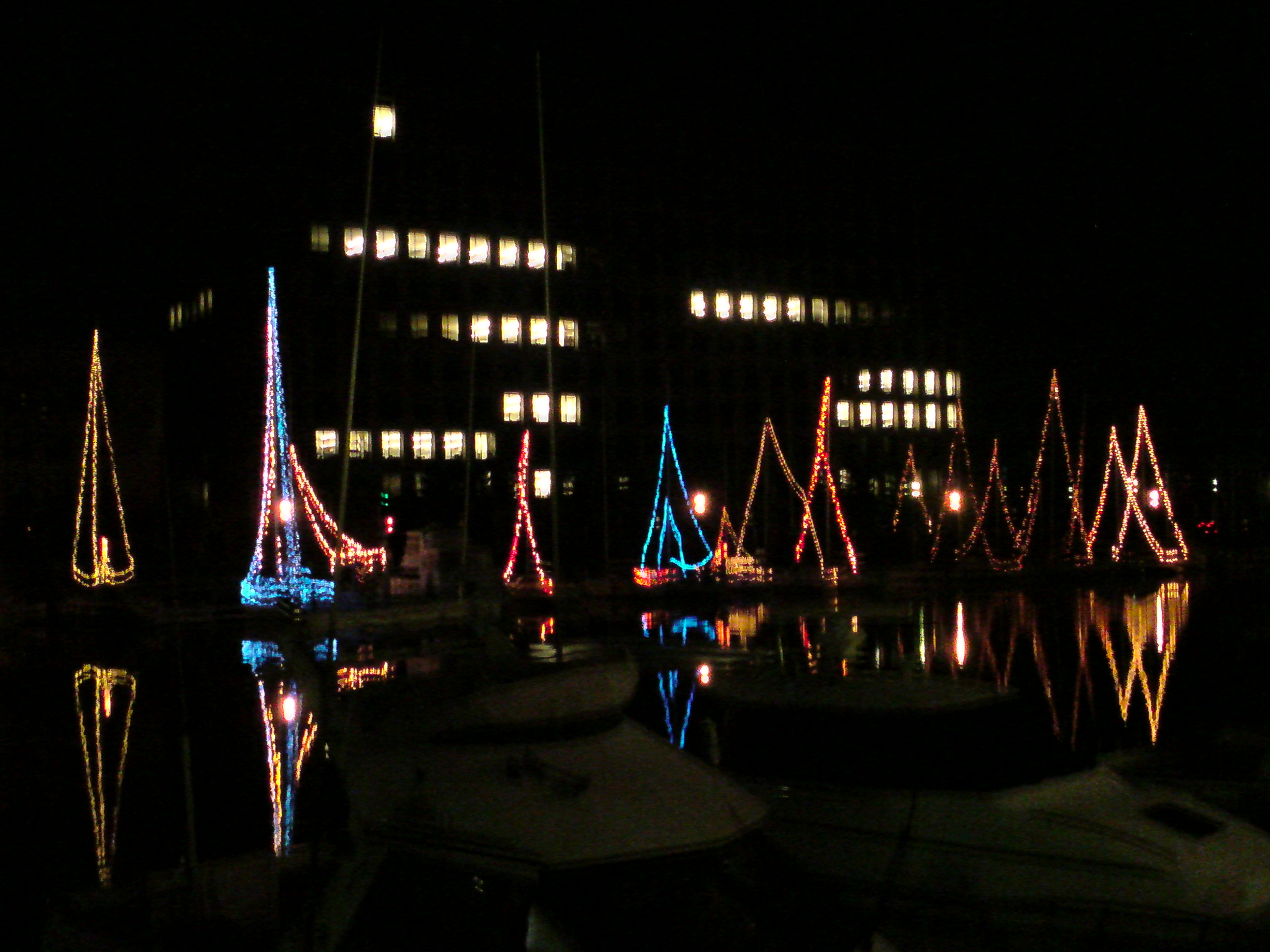
ケンチョピアのヨットに灯された電飾（2008年12月撮影）